# Eparchia rżewska
Eparchia rżewska – jedna z eparchii Rosyjskiego Kościoła Prawosławnego, z siedzibą w Rżewie. Należy do metropolii twerskiej.
Erygowana przez Święty Synod Rosyjskiego Kościoła Prawosławnego 28 grudnia 2011 poprzez wydzielenie z eparchii twerskiej i kaszyńskiej. Obejmuje terytorium części rejonów obwodu twerskiego. Jej pierwszym ordynariuszem został biskup rżewski i toropiecki Adrian (Uljanow), który sprawował urząd do 2025 r.